# ふ
平假名ふ和片假名フ是日语的假名之一，由一个音节组成。在日语五十音图中排第6行第3个（は行う段）的位置。ふ（平假名）和フ（片假名）是清音，其對應的濁音為ぶ（平假名）和ブ（片假名），半濁音為ぷ（平假名）和プ（片假名）。
ふ／フ字面上所代表的音位是/hu͍/，然而由於發音部位的緣故，其實際發音通常為[ɸɯ] ⓘ。

## 筆劃順序

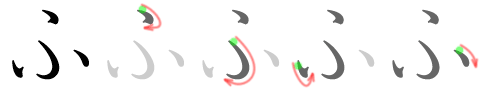
平假名ふ的筆劃順序

片假名フ的筆劃順序

## 關於ふ和フ
| 現代日語發音     | 由1個子音和1個母音形成／ɸɯᵝ／音， 其對應的濁音為／bɯᵝ／音、半濁音為／pɯᵝ／音                             |
| 五十音顺序       | 第28位                                                                                                   |
| 伊吕波顺序       | 第32位，「け」之后、「こ」之前                                                                           |
| 平假名「ふ」字源 | 「不」字的草書                                                                                           |
| 片假名「フ」字源 | 「不」字的首兩筆                                                                                         |
| 日语罗马字       | :平文式罗马字：fu 训令式罗马字：hu :平文式罗马字：bu 训令式罗马字：bu :平文式罗马字：pu 训令式罗马字：pu |
| 点字：           | \| ●● —— ●● \|                                                                                           |
| 通话表           | 「富士山のフ」                                                                                           |
| 摩尔斯电码       | ——・・                                                                                                   |
| ●● —— ●●         | |